# Dan Welcher
Dan Edward Welcher (* 2. März 1948 in Rochester, New York) ist ein US-amerikanischer Fagottist, Komponist, Dirigent und Musikpädagoge.

## Leben
Dan Welcher erhielt zunächst Unterricht an Klavier und Fagott. Anschließend studierte er bis 1969 an der Eastman School of Music Komposition bei Warren Benson und Samuel Adler, danach wechselte er an die Manhattan School of Music zu Ludmila Ulehla, wo er 1972 mit einem Master of Music abschloss.
Von 1969 bis 1972 war Welcher Fagottist in der US Military Academy Band in West Point. Anschließend spielte er bis 1978 als Erster Fagottist im Louisville Orchestra; daneben unterrichtete er an der University of Louisville Musiktheorie und Komposition. Anschließend wechselte er an die Butler School of Music der University of Texas, wo er ebenfalls Komposition unterrichtete und das New Music Ensemble gründete. Daneben unterrichtete Welcher von 1976 bis 1990 beim Aspen Music Festival and School, war von 1985 bis 1986 Gastprofessor an der Eastman School of Music und von 1980 bis 1990 stellvertretender Dirigent des Austin Symphony Orchestra. Von 1990 bis 1993 war Welcher Composer in Residence des Honolulu Symphony Orchestra.
Welcher moderierte von 1999 bis 2009 die wöchentliche Radiosendung Knowing the Score auf dem Klassiksender KFMA-FM. Auch die Sendung From the Butler School, in der Aufnahmen von Studenten der Universität von Texas präsentiert werden, wird von Welcher produziert und moderiert.

## Werk
Welcher schrieb über 100 Kompositionen in unterschiedlichen Genres, unter anderem drei Opern, sieben Konzerte und fünf Symphonien sowie zahlreiche kammermusikalische, solistische sowie Vokalwerke. Seine Kompositionen wurde unter anderem vom BBC Symphony Orchestra, dem Chicago Symphony Orchestra, dem Boston Symphony Orchestra und dem San Francisco Symphony Orchestra aufgeführt. Welchers Musik wird als „rhythmisch überschwänglich mit einem lyrischen Unterton“ beschrieben; sie ist meist streng gegliedert, wobei diese Strukturen durch gelegentliche Jazz- und Rockelemente aufgebrochen werden. Seine Kompositionen werden von der Theodore Presser Company herausgegeben.

### Werke für Sinfonieorchester (Auswahl)
- 1971 Episodes
- 1974 Konzert für Querflöte
- 1975 Konzert für Kammerorchester
- 1976 Dervishes
- 1980 The Visions of Merlin
- 1985 Prairie Light
- 1989 Castle Creek
- 1989 Konzert für Klarinette
- 1991 Symphonie Nr. 1
- 1991 Haleakala: How Maui Snared the Sun, für Erzähler und Orchester
- 1991 Bridges für Streicher
- 1993 Konzert für Violine
- 1994 Konzert für Klavier Shiva’s Drum
- 1994 Symphonie Nr. 2 Night Watchers
- 1996 Bright Wings

### Werke für Blasorchester (Auswahl)
- 1970 Walls and Fences
- 1985 Arches
- 1985 Five Tactical Experiences
- 1988 The Yellowstone Fires
- 1994 Zion
- 1997 Symphonie Nr. 3 Shaker Life für Blasorchester
- 1998 Circular Marches
- 2010 Upriver

### Bühnenwerke
- 1986 Della’s Gift, Oper in zwei Akten, Libretto von Paul Woodruff nach der Kurzgeschichte „Das Geschenk der Weisen“ von O. Henry.
- 2003 Holy Night, Oper in drei Szenen, zusammen mit Della’s Gift als A Star over Fifth Avenue aufgeführt.

## Auszeichnungen
Für sein kompositorisches Schaffen erhielt Welcher zahlreiche Preise, Auszeichnungen und Stipendien, so beispielsweise eine Guggenheim Fellowship für Komposition im Jahr 1997 und den Arts and Letters Award der American Academy of Arts and Letters im Jahr 2012. Welcher wurde zweimal mit dem Sousa/ABA/Ostwald Award der American Bandmasters Association ausgezeichnet: 1997 für Zion und 1998 für Circular Marches. Außerdem war er siebenmal für den Pulitzer-Preis für Musik nominiert. Daneben ist Welcher Inhaber der Lee Hage Jamail Regents Professorship in Fine Arts. Seine Radiosendung Knowing the Score wurde mit dem ASCAP-Deems Taylor Award für eine klassische Rundfunksendung ausgezeichnet.

## Aufnahmen (Auswahl)
- Barber, Welcher, Johnson (Louisville Orchestra, LS 763), Louisville Orchestra, Jorge Mester (Dirigent).
- Bending the Light (1999, New World Records, 80559-2), The Core Ensemble.
- Haleakala: How Maui Snared The Sun (2005, Naxos, 8.559287), Honolulu Symphony Orchestra, Richard Chamberlain (Erzähler), Bil Jackson (Klarinette), Donald Jackson (Dirigent).
- Places in the West (2015, Longhorn Music, LHM 2013003), University of Texas Wind Ensemble, Jerry F. Junkin (Dirigent).